# Владеене на меч
Владеенето на меч е придобитото в резултат от обучение индивидуално бойно майсторство на боец-мечоносец. Терминът се отнася за класическото бойно изкуство, а за съвременния олимпийски спорт се препоръчва названието фехтовка. Владееенто на меч включва подготовка на мечоносеца за отбрана срещу повече от един противник, включително и с други ръкопашни средства. Изкуството за боравене с меч е пряко свързано с физическите характеристики на мечоносеца и не по-малко с технологичните характеристики на оръжието. В историята са познати няколко стила на владеенето на меч, наричани школи. Те са обосновани от актуалните за времето си бойни техники и нивото на металообработване. Най-старото запазено ръководство по мечова самоотбрана е индийското Агни Пурана, представящо 32 отбранителни позиции. Индийското изкуство има високи изисквания към атлетизма на упражняващия го, с което да се използва предимството на лекия меч. Използват се много кръгови движения в т.ч. заблуждаващи, като основна цел е избиването на меча от ръката на опонента. Рядко се парира с меча, по-често затова се използва щит или втори меч.

## История

### Древен Египет и Африка
По делтата на Нил са открити археологически и други паметници за типичните за района ръчни оръжия отпреди 4000 години. Описани са четири различни модела, които са имали и разлики в боравенето и приложението: извит, прав, сърповиден (копеш) и дълъг. Най-разпространена е било владеенето на копеш – бронзов, железен или стоманен едноостър меч с украсено дебело острие и изтънена в средата ръкохватка. Добивът и леенето на желязото се разпространява на юг и в Сомалия се появява мечът билао и закривените едноостри мечове по Златния бряг и Гвинейския залив. Копешът е първообраз и за абисинския сърповиден шотел. На Арабския полуостров са описани дълги мечове, наричани такоба и каскара. На остров Занзибар се ползва еднометров меч с дълга дръжка, а техниката на боравенето с него напомня владеенето на копие. В предислямската епоха мечове се произвеждат в град Убула на Тигър в Йемен. Липсват достоверни източници, които нагледно да демонстрират изкуството по владеене на посочените хладни оръжия.

### Античност
В Древна Елада е ползвана технология по леене на мечове по калъп. Късият меч е допълнителна част от въоръжението на гражданина-хоплит, при който доминира копието и големия кръгъл щит. Къс меч, наречен гладиус много повече ползват римските легионери, като боравенето с него по време на бой е тясно свързано със самозащитата с високия четириъгълен щит скутум. Гладиаторите ползват по-къс гладиус от легионерския, но и двата са ползвани предимно за пробождане на врага с върха на оръжието – нанасяне на резки и бързи удари в незащитени части на тялото, които прониват дълбоко и поразяват витални органи. От този период е и мечът спата – по-дълго, двуостро оръжие на келтите, успешно въведено в легиона като оръжие на кавалерийските спомагателни войски. Боравенето с дълъг двуостър меч от седлото на коня дава сериозно предимство на ездачите над леката пехота от времето на Римската империя. Самоотбраната с меч за първи път става задължителен елемент в подготовката на професионалната римска армия и в комбинация с организацията и дисциплината води до много военни успехи. Въпреки че няма запазени писмени паметници за обучението по самоотбрана с меч в Древен Рим един превод на Ювенал от 1661 съобщава за тренировки на легионерите с дървени пръчки преди да започната да се упражняват със стоманени ляти мечове, а гладиаторите – също с дървени мечове върху чучела. 

### Средновековие
През Средните векове масово са използвани техники за леене по калъп, коване и боравене с мечове, за които свидетелстват археологически и документални находки. Прави впечатление, че мечът тип спата не е масово оръжие поради по-високата му себестойност и е запазено оръжие за феодални първенци. Това е типично особено за Ранното Средновековие, когато доминират по-евтините, по-лесни за направа и поддръжка, а и за боравене копия и секири. Леенето на сплави, изобретено от римляните, бавно напредва в Северна Европа, като някои от тези мечове са запазени. 

С появата на рицарството спатата еволюира в романски меч с характерен ефес. Написан е и най-стария запазен трактат – т.нар. фехтбух от Тауър I.33, от Германската фехтовална школа. Появяват се първите майстори на меча като Йохан Лихтенауер, Зигмунд Рингек, Ханс Талхофер, Паулус Кал, Фиори деи Либери и Петер от Данциг, които обучават платежоспособни благородници. Дългото право острие остава основно оръжие през епохата на кръстоносните походи. Арабското оръжие е с право острие по подобие на евопейския романски меч, което ги прави еднакво добри за сеч и пробождане. Завитото острие на източното оръжие ятаган се появява с миграцията на селджуките на запад от Централна Азия. Тази конфигурация на лекия тюркски меч благоприятства сеченето от седло на галопиращ кон и е бързо възприета. Дългият двуръчен меч се появява, когато романския вече не може да преодолее развитите брони, което разнообразява техниките на боравене, нерядко изключвайки щита от двубоите. Макар и вече по-евтин за изработка, мечът в Късното средновековие остава символ за социален статус, запазен за висшата класа.

### Ренесанс
С развитието на професионални армии и огнестрелно оръжие германската школа намира приложение главно за спорт и то в най-тесни кръгове. С това тя постепенно губи авторитет за сметка на италианската и испанската, които използват рапирите като по-удобно средство за пробождане при дуел и улична самозащита. Дарди в Болонската фехтовална школа развива мечът в по-леката рапира в стремеж за подобряване на баланса и точността на ударите, като пръв предлага захват с показалец върху рикасото. С това се променя и ефеса на оръжието, към който се добавя допълнителен предпазител. Рапирата остава оръжие за дуели, но не и за война. Едноръчният меч запазва най-старото си предназначение, оставайки във въоръжението на конницата под формата на кавалерийска сабя, а също така и в дворцовия и военен церемониал.

### Фехтовката като спорт
Превръщането на мечоносните школи във фехтовален спорт започва с основаването от Доменико Анджело на фехтовална и ездитна академия в Сохо, Лондон през 1763. С първи клиенти от Royal Family той публикува ръководство с гравюри на класическите позиции и отбрани (гардове). Освен тях Анджело постулира правила за позиция на тялото и работа с краката, които са валидни и в днешния олимпийски спорт. Школата Анджело се ръководи от семейството от три поколения близо век.

Спорт.
През 1880 Алфред Хътън обединява класическите школи и техники в 12-странична брошура, наречена „Самоотбрана с меч“.

### Съвременна употреба на класическите техники
Най-честото приложение на класическите методи на мечоносците е във визуалното изкуство – кино и театър. Актьорът Ерол Флин е запомнен с мечоносните си сцени във филмите Приключенията на Робин Худ (1938). По-съвременни примери има в Принцесата булка (1987) и Не умирай днес (2002). 
В Япония съществуват няколко школи, наречени корю, които освен спорта кендо съхраняват самурайските традиции на владеене на катана. Днес още се практикуват танци със саби в Оман, като често мечът е дублиран от кама или щит. Нерядко в турските техники за самоотбрана като средство за блокиране се ползва и ножницата. В Иран се правят опити за възстановяване на техниката с два меча, приписвана на античните бойци, известни като Безсмъртниците. 

## Допълнително четиво
Западно владеене на меч
 Amberger, J. Christoph. The Secret History of the Sword: Adventures in Ancient Martial Arts (1999).

 Meyer, Joachim. Gründtliche Beschreibung der Kunst des Fechtens (1570).

 Angelo, Domenico. The School of Fencing (1763).

 Angelo, Henry. Hungarian & Highland Broadsword (1799).

 Alfred Hutton. Cold Steel: A Practical Treatise on the Sabre (1889). Old Sword-play: The System of Fence (1892).

 Burton, Sir Richard Francis. The Sentiment of the Sword: A Country-House Dialogue (1911). A New System of Sword Exercise for Infantry (1923).
Източно владеене на меч

 De Lange, William. Famous Japanese Swordsmen part 1 – 3. Floating World Editions (2008).

 Miyamoto Musashi. The Book of Five Rings (1645).

 JS Moore. Under the Sun: The Miyamoto Musashi Story ISBN 9-781502804914

 Yagyu Munenori. Heiho Kaden Sho (1632).

 Yi Deok-mu, Pak Je-ga. Muyedobotongji (1790).